# Новый (Луганская область)
Новый (укр. Новий) — посёлок, относится к Перевальскому району Луганской области Украины. Де факто — с 2014 года населённый пункт контролируется самопровозглашённой Луганской Народной Республикой.

## География
Соседние населённые пункты: города Алмазная на севере, Брянка на востоке, посёлки Глубокий на юге, Ломоватка на юго-западе, Анновка на западе.

## Общие сведения
Занимает площадь 0,43 км². Почтовый индекс — 94320. Телефонный код — 6441. Код КОАТУУ — 4423684404.

## Население
Население по переписи 2001 года составляло 234 человека.

## Местный совет
94320, Луганская обл., Перевальский р-н, пос. Червоный Прапор, ул. 50 лет Октября, д. 2а.